# مایک تتی
مایک تتی (انگلیسی: Mike Teti؛ زادهٔ september ۲۰, ۱۹۵۶ (۶۸ سال)) ورزشکار روئینگ اهل ایالات متحده آمریکا است.
وی در مسابقات کشوری و بین‌المللی در مجموع برندهٔ ۱ مدال طلا، ۲ مدال برنز شده‌است.